# Anchor Point (Alaska)
Anchor Point is een plaats (census-designated place) in de Amerikaanse staat Alaska, en valt bestuurlijk gezien onder Kenai Peninsula Borough.

## Demografie
Bij de volkstelling in 2000 werd het aantal inwoners vastgesteld op 1845.

## Geografie
Volgens het United States Census Bureau beslaat de plaats een oppervlakte van
235,4 km², waarvan 235,1 km² land en 0,3 km² water.

## Plaatsen in de nabije omgeving
De onderstaande figuur toont nabijgelegen plaatsen in een straal van 24 km rond Anchor Point.